# Oskar Stübinger

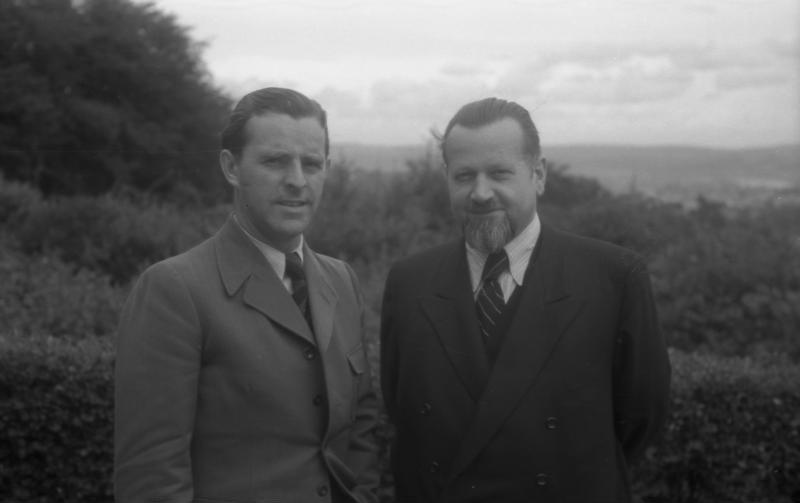
Oskar Stübinger 1948 auf der Rittersturz-Konferenz, rechts: Hanns Haberer

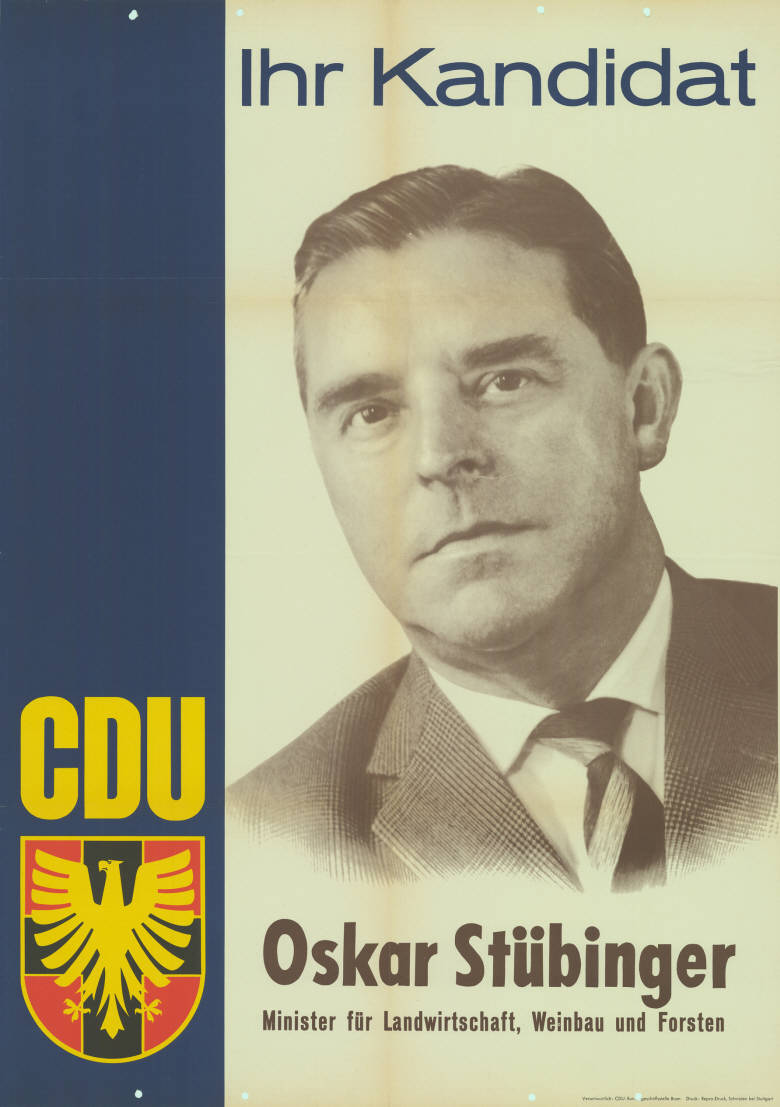
Kandidatenplakat der CDU zur Landtagswahl in Rheinland-Pfalz 1963

Oskar Stübinger (* 25. Dezember 1910 in Edenkoben; † 27. Juli 1988 in Müllheim) war ein deutscher Landwirt, Gutsverwalter und Politiker (CDU).

## Leben und Beruf
Stübinger wurde als Sohn eines Weinhändlers und Winzers geboren. Nach dem Besuch der Volksschule und dem Abitur am Gymnasium in Neustadt an der Weinstraße nahm er ein Studium der Land- und Forstwirtschaft an der Rheinischen Friedrich-Wilhelms-Universität Bonn auf, wo er Mitglied des Corps Markomannia war. Nach Beendigung seines Studiums mit dem Examen zum Diplom-Landwirt (1932) war er als wissenschaftlicher Assistent an der Lehr- und Versuchsanstalt für Obst- und Weinbau in Neustadt tätig. Er arbeitete seit 1935 auf dem elterlichen Hof und bewirtschaftete seit 1939 das Gut Dreihof bei Offenbach an der Queich. 1940/41 sowie 1944/45 nahm er als Soldat am Zweiten Weltkrieg teil.
Nach dem Kriegsende war Stübinger erneut als Gutsverwalter tätig. Er gehörte zahlreichen landwirtschaftlichen Verbänden an, war u. a. Präsident der Raiffeisenverbände Rheinpfalz und Rhein-Main, ehe er 1968 zum Präsidenten des Raiffeisenverbandes Rheinland-Pfalz gewählt wurde. Zudem hatte er 1953/54 das Amt des Vizepräsidenten des Internationalen Weinamtes inne.

## Partei
Stübinger schloss sich der CDU an und war Mitglied im Landesvorstand der CDU Rheinland-Pfalz.

## Abgeordneter
Stübinger war 1946/47 Mitglied der Beratenden Landesversammlung des Landes Rheinland-Pfalz und gehörte von 1947 bis zu seiner Mandatsniederlegung am 30. April 1970 dem Rheinland-Pfälzischen Landtag an.

## Öffentliche Ämter
Nachdem die französische Militärregierung Wilhelm Boden zum Ministerpräsidenten des Landes Rheinland-Pfalz ernannt hatte, wurde Stübinger am 3. Dezember 1946 als Minister für Landwirtschaft und Ernährung in die Landesregierung berufen. Vom 13. Juni bis zum 9. Juli 1947 übernahm er zusätzlich kommissarisch das Ministeramt für Wirtschaft und Finanzen. Er gehörte auch der von Ministerpräsident Peter Altmeier geführten Folgeregierung an und war seit dem 9. Juli 1947 Minister für Landwirtschaft, Ernährung und Forsten. Außerdem leitete er vom 20. Oktober bis zum 14. Dezember 1949 das Ressort für Finanzen und Wiederaufbau. Anschließend wurde er zum Minister für Landwirtschaft, Weinbau und Forsten ernannt. Seit dem 19. Mai 1959 war er zusätzlich Stellvertreter des Ministerpräsidenten. Am 30. April 1968 schied er aus der Landesregierung aus und wurde in seinen Funktionen durch Otto Meyer abgelöst.

## Ehrungen
- Großes Bundesverdienstkreuz mit Stern, 1956
- Verdienstorden des Landes Rheinland-Pfalz, 1984
- Ehrensenator der Landwirtschaftlichen Hochschule Hohenheim